# Iddhipada
Iddhipada  es un término en el budismo que hace referencia a la base o camino para llegar al éxito en la carrera de hacer cosas buenas para sí mismo y no provocar el mal a otra persona.

## Las cuatro bases de Iddhipāda
1. Chanda: Deseo o fervor de hacer algo y que salga bien
2. Viriya: Perseverancia y paciencia en el intento
3. Citta: Atención y constancia en lo que se hace
4. Vīmaṃsā: Autocrítica y corrección de los problemas

Se aplica al ámbito de las personas tanto estudiantes como trabajadoras para obtener un mejor resultado.